# Ingvar Gärd
Ingvar Gärd (* 6. Oktober 1921 in Malmö; † 31. August 2006) war ein schwedischer Fußballnationalspieler und -trainer.

## Laufbahn
Gärd begann seine Laufbahn bei Malmö FF. 1950 wechselte der Mittelfeldspieler wie viele seiner Landsleute Ende der 1940er und Anfang der 1950er Jahre nach Italien und unterschrieb bei Sampdoria Genua. 
Gärd war zudem schwedischer Nationalspieler. Bei der Weltmeisterschaft 1950 bestritt er fünf Länderspiele, blieb aber ohne Torerfolg. Nach seinem Wechsel nach Italien wurde er nicht mehr berücksichtigt, da der Verband auf Profispieler verzichtete.
Nach Ende seiner aktiven Laufbahn wechselte Gärd auf die Trainerbank. Ab 1956 war er für IFK Malmö tätig, die er in die Allsvenskan führte. 1960 wurde er mit dem Verein Vizemeister hinter IFK Norrköping, spielte aber dennoch im Europapokal der Landesmeister 1960/61. Erst im Viertelfinale scheiterte die Mannschaft an Rapid Wien mit zwei 0:2-Niederlagen. 1962 gelang nur der vorletzte Platz, Gärd musste mit seinem Klub in die Division II absteigen. 1965 ging er zu Trelleborgs FF, verpasste aber zwei Mal den Aufstieg mit dem Klub und verließ 1966 den Verein. Anschließend betreute er bis 1969 Gunnarstorps IF.
| Personendaten    | Personendaten                            |
| ---------------- | ---------------------------------------- |
| NAME             | Gärd, Ingvar                             |
| KURZBESCHREIBUNG | schwedischer Fußballspieler und -trainer |
| GEBURTSDATUM     | 6. Oktober 1921                          |
| GEBURTSORT       | Malmö                                    |
| STERBEDATUM      | 31. August 2006                          |